# 토당초등학교
토당초등학교는 대한민국 경기도 고양시에 있는 공립 초등학교이다.

## 학교 연혁
- 2002. 12. 17. 토당초등학교 설립 인가
- 2006. 03. 01. 토당초등학교 개교(7학급 편성)
- 2006. 03. 01. 초대 김형서 교장 취임
- 2006. 03. 10. 토당초등학교 병설유치원 입학식
- 2012. 03. 01. 제2대 윤보연 교장 취임
- 2016. 02. 05. 제10회 졸업 95명(총 졸업생 700명)
- 2016. 03. 01. 22학급 편성(특수 2학급 포함)

## 참고 자료
- 토당초등학교 - 한국교육학술정보원 학교알리미